# Кубок Азии по волейболу среди женщин 2008
1-й розыгрыш Кубка Азии по волейболу среди женщин прошёл с 1 по 7 октября 208 года в Накхонратчасиме (Таиланд) с участием 8 национальных сборных команд. Чемпионский титул выиграла сборная Китая.

## Команды-участницы
- Япония, Китай, Таиланд, Южная Корея, Тайвань, Вьетнам, Австралия (по итогам чемпионата Азии 2007 года);
- Малайзия (вместо отказавшегося от участия Казахстана).

## Система проведения турнира
8 команд-участниц на предварительном этапе разбиты на две группы. Согласно занятых мест в группах все участники распределены на пары в 1/4-финала плей-офф. Победители пар выходят в полуфинал и по системе с выбыванием разыгрывают 1—4-е места. Итоговые 5—8-е места по такой же системе разыгрывают проигравшие в 1/4-финала.

## Предварительный этап

### Группа А
| М | Команда     | 1   | 2   | 3   | 4   | И | В | П | С/П | О |
| - | ----------- | --- | --- | --- | --- | - | - | - | --- | - |
| 1 | Южная Корея |     | 3:2 | 3:1 | 3:0 | 3 | 3 | 0 | 9:3 | 6 |
| 2 | Таиланд     | 2:3 |     | 3:0 | 3:0 | 3 | 2 | 1 | 8:3 | 5 |
| 3 | Вьетнам     | 1:3 | 0:3 |     | 3:2 | 3 | 1 | 2 | 4:8 | 4 |
| 4 | Тайвань     | 0:3 | 0:3 | 2:3 |     | 3 | 0 | 3 | 2:9 | 3 |

1 октября: Вьетнам — Тайвань 3:2 (25:17, 21:25, 28:30, 25:19, 15:13); Южная Корея — Таиланд 3:2 (18:25, 25:19, 21:25, 27:25, 15:9).
2 октября: Южная Корея — Тайвань 3:0 (25:15, 25:20, 25:16); Таиланд — Вьетнам 3:0 (25:17, 25:12, 25:16).
3 октября: Южная Корея — Вьетнам 3:1 (19:25, 25:15, 25:15, 25:18); Таиланд — Тайвань 3:0 (25:11, 25:21, 25:22).

### Группа В
| М | Команда   | 1   | 2   | 3   | 4   | И | В | П | С/П | О |
| - | --------- | --- | --- | --- | --- | - | - | - | --- | - |
| 1 | Китай     |     | 3:0 | 3:0 | 3:0 | 3 | 3 | 0 | 9:0 | 6 |
| 2 | Япония    | 0:3 |     | 3:0 | 3:0 | 3 | 2 | 1 | 6:3 | 5 |
| 3 | Австралия | 0:3 | 0:3 |     | 3:0 | 3 | 1 | 2 | 3:6 | 4 |
| 4 | Малайзия  | 0:3 | 0:3 | 0:3 |     | 3 | 0 | 3 | 0:9 | 3 |

1 октября: Китай — Малайзия 3:0 (25:11, 25:7, 25:7); Япония — Австралия 3:0 (25:15, 25:7, 25:12).
2 октября: Китай — Австралия 3:0 (25:12, 25:13, 25:9); Япония — Малайзия 3:0 (25:3, 25:4, 25:10).
3 октября: Китай — Япония 3:0 (25:9, 25:22, 25:13); Австралия — Малайзия 3:0 (25:11, 25:21, 25:22).

## Плей-офф

### Четвертьфинал
5 октября
Южная Корея — Малайзия 3:0 (25:14, 25:12, 25:7)
Китай — Тайвань 3:0 (25:17, 25:13, 25:15)
Таиланд — Австралия 3:0 (25:14, 25:14, 25:17)
Япония — Вьетнам 3:0 (25:11, 25:21, 25:23)

### Полуфинал за 1—4 места
6 октября
Южная Корея — Япония 3:0 (25:13, 25:11, 26:24)
Китай — Таиланд 3:0 (25:18, 25:23, 25:14)

### Полуфинал за 5—8 места
6 октября
Вьетнам — Малайзия 3:0 (25:13, 25:7, 25:11)
Тайвань — Австралия 3:1 (25:16, 19:25, 25:20, 25:13)

### Матч за 7-е место
7 октября
Австралия — Малайзия 3:0 (25:21, 25:16, 25:17)

### Матч за 5-е место
7 октября
Вьетнам — Тайвань 3:0 (25:15, 25:15, 25:18)

### Матч за 3-е место
7 октября
Таиланд — Япония 3:2 (28:26, 23:25, 18:25, 25:22, 25:21, 15:7)

### Финал
7 октября
Китай — Южная Корея 3:0 (25:17, 25:19, 25:18)

## Итоги

### Положение команд
| Китай        |
| Южная Корея  |
| Таиланд      |
| 4. Япония    |
| 5. Вьетнам   |
| 6. Тайвань   |
| 7. Австралия |
| 8. Малайзия  |

По итогам розыгрыша Южная Корея и Таиланд получили путёвки на Гран-при-2009. Китай и Япония уже имели приглашение ФИВБ на этот турнир.

### Призёры
Китай.
  Южная Корея.
  Таиланд.

### Индивидуальные призы
MVP:  Вэй Цююэ
Лучшая нападающая:  Ван Имэй
Лучшая блокирующая:  Сюэ Мин
Лучшая на подаче:  Нанами Инуэ
Лучшая связующая:  Ли Сук Чжа
Лучшая либеро:  Ванна Буакеу
Самая результативная:  Ким Мин Чжи